# Ruellia proxima
Ruellia proxima är en akantusväxtart som beskrevs av Gustav Lindau. Ruellia proxima ingår i släktet Ruellia och familjen akantusväxter. Inga underarter finns listade i Catalogue of Life.